# إرفين بلامنفيلد
إرفين بلامنفيلد (بالألمانية: Erwin Blumenfeld)‏ هو مصور موضة ومصور ألماني، ولد في 26 يناير 1897 في برلين في ألمانيا، وتوفي في 4 يوليو 1969 في روما في إيطاليا.

## وصلات خارجية
- إرفين بلامنفيلد على موقع ديسكوغز (الإنجليزية)